# ウィラード・ギブズ

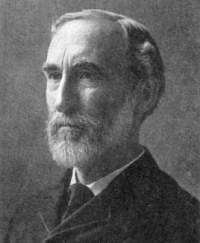
ジョサイア・ウィラード・ギブズ1839年～1903年(アメリカ)

ジョサイア・ウィラード・ギブズ（Josiah Willard Gibbs, 1839年2月11日 - 1903年4月28日）は、アメリカコネチカット州ニューヘイブン出身の数学者・物理学者・物理化学者で、エール大学（イェール大学）教授。
熱力学分野で熱力学ポテンシャル、化学ポテンシャル概念を導入し、相平衡理論の確立、相律の発見など、今日の化学熱力学の基礎を築いた。統計力学の確立にも大きく貢献した。ギブズの自由エネルギーやギブズ-デュエムの式、ギブズ-ヘルムホルツの式等にその名を残している。
ベクトル解析の創始者の一人として数学にも寄与している。
ギブズの科学者としての経歴は、4つの時期に分けられる。1879年まで、ギブズは、熱力学理論を研究した。1880年から1884年までは、ベクトル解析分野の研究を行った。1882年から1889年までは、光学と光理論の研究をした。1889年以降は、統計力学の教科書作成に関わった。なお、彼の功績を称えて、小惑星(2937)ギブズが彼の名を取り命名されている。

## 生涯

### 少年/青年期
ギブズは、アメリカ合衆国コネチカット州ニューヘイブンで生まれ、同地で死亡した。同名の彼の父は、ニューヘブンにあったイェール大学の神学専門大学院で宗教文学の教授をしていたが、今日では、アミスタッド号 裁判に関与したことで最も良く知られている(父親のほうも「ジョサイア・ウィラード」という名だった訣だが、息子である彼自身が「ジョサイア・ウィラード・ギブズ・ジュニア」として言及されることは、あまりない)。ギブズは、イェール大学のイェール・カレッジに就学し、数学とラテン語とで表彰され、クラスにおける学業優秀者として1858年に卒業した。

### 成人後
ギブズは、イェール大学で研究を続け、1863年には博士号を取得した。それは、アメリカ合衆国における最初の工学博士号だった。その後、ギブズは、イェール・カレッジ講師となり、2年間はラテン語を、そして1年間は、彼が当時自然哲学と呼んでいたものを教えた。1866年、ギブズは、研究のためヨーロッパに渡り、パリ、ベルリン、ハイデルベルクで、各1年ずつ過ごした。彼がニューヘイブン地域から離れたのは、生涯でほぼこの3年間だけだった。
1869年、ギブズはイェール大学に復帰し、1871年に数理物理学教授に任命された。これは、アメリカ合衆国における、最初の数理物理学教授職だったが、彼が全く論文を発表しないためもあって無給だった。
その後、ギブズは、熱力学理論の発展及び発表に取り組みはじめた。1873年、ギブズは、熱力学的物理量を幾何学的に表現する方法に就いての論文を発表した。この論文に感銘を受けたジェームズ・クラーク・マクスウェルは、自らの手でギブズの概念を説明する石膏模型(en:Maxwell's thermodynamic surface)を作成したのだった（この模型は、ギブズに贈られ、現在もイェール大学が大いなる誇りをもって所蔵している）。
ついで、ギブズは、『不均一な物質系の平衡に就いて』 "On the Equilibrium of Heterogeneous Substances"」という論文を、1876年と1878年の2回に分けて、発表した。不均一系平衡に関するこのギブズ論文が扱っているのは:
- 熱力学的系の平衡に関する一般理論
- 熱力学ポテンシャル(エンタルピー、ヘルムホルツの自由エネルギー、ギブズの自由エネルギー)概念
- 化学ポテンシャル概念
- 相平衡、化学平衡の理論
- 相律
- 界面の熱力学、電池の起電力の理論
- ギブズ集団のアイデア（統計力学分野の基礎）

### その後
1880年、ギブズは、メリーランド州ボルチモアに当時新設されたジョンズ・ホプキンス大学 から 3000ドルの給与で招聘されたが、イェール大学側から2000ドルではどうかと提案されると、それで満足したらしく、ニューヘイブンに留まった。
1880年から1884年まで、ギブズは、アイルランドの数学者ウィリアム・ローワン・ハミルトン が考案した四元数 の考え方と、ドイツの数学者ヘルマン・ギュンター・グラスマンの「広延論（Ausdehnungslehre)」の考え方を組み合わせて、ベクトル解析という数学分野を産み出した(ギブズとは独立して、オリヴァー・ヘヴィサイドも、この分野を開拓した）。ギブズは、このベクトル解析を数理物理学の目的に沿うようにしている。
1882年から1889年まで、ギブズは、光学の研究を行ない、光の電気理論を新たに作り上げた。ギブズは、この時期に彼のベクトル解析理論を完成している。彼は、物質の構成を理論に持ち込むことを意図的に避けており、物質組成の種類によらない一般的な理論を組み立てた。1889年以降、ギブズは、統計力学の教科書の作成に取り組んだが、これは、イェール大学出版局により1902年に出版された。
ギブズは、生涯結婚せず、彼の姉及び義兄と暮らした。この義兄は、イェール大学の司書であり、Transactions of the Connecticut Academy of Sciences（「コネチカット州科学アカデミー紀要」）の出版人でもあったが、この雑誌に、ギブズの殆どの論文が発表されたのだった。

### ギブズの死と、その後
ギブズは、1903年に亡くなるまで、イェール大学に留まった。1897年には王立協会のフェローに選出された。
ギブズが死亡したのは、ノーベル賞が創設後間もなくのことであり、彼がノーベル賞を得るというようなことはなかった。しかし、ギブズは、英国王立協会のコプリ・メダルを授与されており、これは、科学に関する国際的認知として当時では最も名誉なことであったとみなされている。

## 科学上の評価
ギブズの死後、彼への敬意の一つとして、イェール大学は、「J.ウィラード・ギブズ記念理論化学教授職」を創設した。ノーベル賞受賞者ラルス・オンサーガー (Lars Onsager) は、そのイェール大学での経歴の殆どの期間この職にあったが、彼が、ギブズと同様、新しい数学上のアイデアを、物理化学（特に統計力学）に応用することに何よりも関わったことを思えば、これはオンサーガーにとり極めてふさわしい職名であった。
19世紀中葉、米国の大学は、科学に殆ど関心を示さず、古典に偏重していたから、ギブズの講義は、学生の興味を殆ど引かなかった。彼の業績に興味を持ったのは、他の科学者、特に、スコットランドの物理学者ジェームズ・クラーク・マクスウェルだった。ギブズが論文を発表したのが、ヨーロッパでは余り読まれていない無名雑誌であったため、評価されるようになるのは遅く、ギブズの考えがヨーロッパで広く受け入れられたのは、論文がヴィルヘルム・オストヴァルトにより書籍の形でドイツ語訳され（1888年）、アンリ・ルシャトリエによりフランス語訳されて（1899年）からだった。
Ｎ・ウィーナーは、ギブズが物理学の根本に統計を導入したことを極めて高く評価して、「アインシュタインやハイゼンベルクやプランクよりギブズのほうにこそ、二十世紀物理学の最初の大革命の功績は帰せられるべきだと思う」と評した。

## ギブズの言葉
- A mathematician may say anything he pleases, but a physicist must be at least partially sane.「数学者は自分の好き勝手を言えるが、物理学者は、少なくとも部分的には分別がなければならない。」
Mathematics is a language. (at a Yale faculty meeting)「数学とは一つの言語である。」（イェール大学学部集会にて）

## 豆知識
本稿主題の「ジョサイア・ウィラード・ギブズ」に就いて:
- アメリカ合衆国海軍には、彼にちなんだ、同名の艦船があった(1944-1971)。
- 月の南緯 18.4度 東経 84.3 度には、彼にちなんだ 「ギブズ」と云う名のクレーターがある（直径76 km）。
- アメリカ合衆国郵便公社は2005年中に、彼の記念切手（37セント）を発売する予定である。
- 生涯独身だったギブズは、1870年頃、実妹の夫であるイェール大学図書館司書で日本語研究もしていたアディソン・ヴァンネイムと、6人の日本人留学生を自宅に同居させていた[4]。

## 註釈
1. ↑  イェール大学構内にある、グローブ・ストリート墓地(Grove Street Cemetery)に、ギブズ親子は共に埋葬されているが、少なくともそうした文脈などで、二人を同時に言及する場合には、区別するために「シニア」と「ジュニア」が付けられている。
2. ↑  この石膏模型については R.D. Kriz. "Visual Thinking" (Va. Tech College of Engineering Revised 02/11/95) も参照のこと。曰わく、"now gathers dust in a display case next to a trash bin. " 「今では、ゴミ箱の隣の展示ケースの中で埃を被っている。」

## 文献
1. ↑  日本化学会編「化学の原典3 化学熱力学」2 不均一物質系の平衡について（J.W.Gibbs著、黒田晴雄訳）、学会出版センター、ISBN 4-7622-7383-X
2. ↑  "Gibbs; Josiah Willard (1839 - 1903)". Record (英語). The Royal Society. 2011年12月11日閲覧。
3. ↑  ノーバート・ウィーナー『人間機械論 第二版 人間の人間的な利用』鎮目恭夫・池原止戈夫訳、みすず書房、1979年
4. ↑  容應萸、「19世紀後半のニューヘイブンにおける日米中異文化接触」 『アジア研究』 2016年 62巻 2号 p.37-60, doi:10.11479/asianstudies.62.2_37

日付順
- Bumstead, H. A., "Josiah Willard Gibbs". American Journal of Science, 4, XVI. 1903. (「ジョサイア・ウィラード・ギブズ」)
- Longley, W. R., and R. G. Van Name, "The Collected Works of J Willard Gibbs". 1928. (「J ウィラード・ギブズ論文選集」)
- Donnan, F. G., and A. E. Haas, "A Commentary on the Scientific Writings of J Willard Gibbs". 1936. ASIN 0405125445（J ウィラード・ギブズの科学上の著作への注釈）
- Rukeyser,M., "Willard Gibbs: American Genius". 1942. ASIN 0918024579（「ウィラード・ギブズ: アメリカの天才」）
- Gibbs, J. Willard, "The Early Work of Willard Gibbs in Applied Mechanics". 1947. ISBN 1-881987-17-5（「応用力学についてのウィラード・ギブズの初期の業績」）
- Wheeler, L. P., "Josiah Willard Gibbs, The History of a Great Mind". 1952. ISBN 1-881987-11-6 （「ジョサイア・ウィラード・ギブズ。偉大なる精神の歴史」）
- Gibbs, J. Willard, "Scientific Papers". 1961. ASIN 084462127 「J. ウィラード・ギブズ科学論文集」
- Crowther, J. G., "Famous American Men of Science". 1969. ISBN 0-8369-0040-5（「米国人著名科学者」）
- Seeger, R., "Men of physics : J. Willard Gibbs, American mathematical physicist par excellence". 1974. ASIN 0080180132（「物理学者たち: 偉大なる米国人数理物理学者、J. ウィラード・ギブズ。」）